# 日本アナキスト連盟
日本アナキスト連盟（にほんアナキストれんめい）は、日本の第二次世界大戦後の政治集団の1つで、アナキスト組織。略称、アナ連。

## 概要
戦前のアナキズムは、「アナルコ・サンジカリズム」系と「純正アナキズム」系に大別されたが、日本アナキスト連盟は前者の系統。
1946年2月に設立、委員長は岩佐作太郎、書記長は近藤憲二、石川三四郎などが加わった。「反権力」や「無支配」を掲げ、機関紙「平民新聞」（明治の平民社によるものとは別物）を発行した。

アナキズムの啓蒙以外にはこれといった活動はなく、1970年前後に解散した。後継組織として麦社が設立され、1960年代後半の全共闘運動に触発され、学生組織として自由社会主義評議会(CSL)を形成した。